# Riaza
Pour les articles homonymes, voir Riaza (homonymie).
Riaza est une commune de la province de Ségovie dans la communauté autonome de Castille-et-León en Espagne.

## Sites et patrimoine
- Plaza Mayor

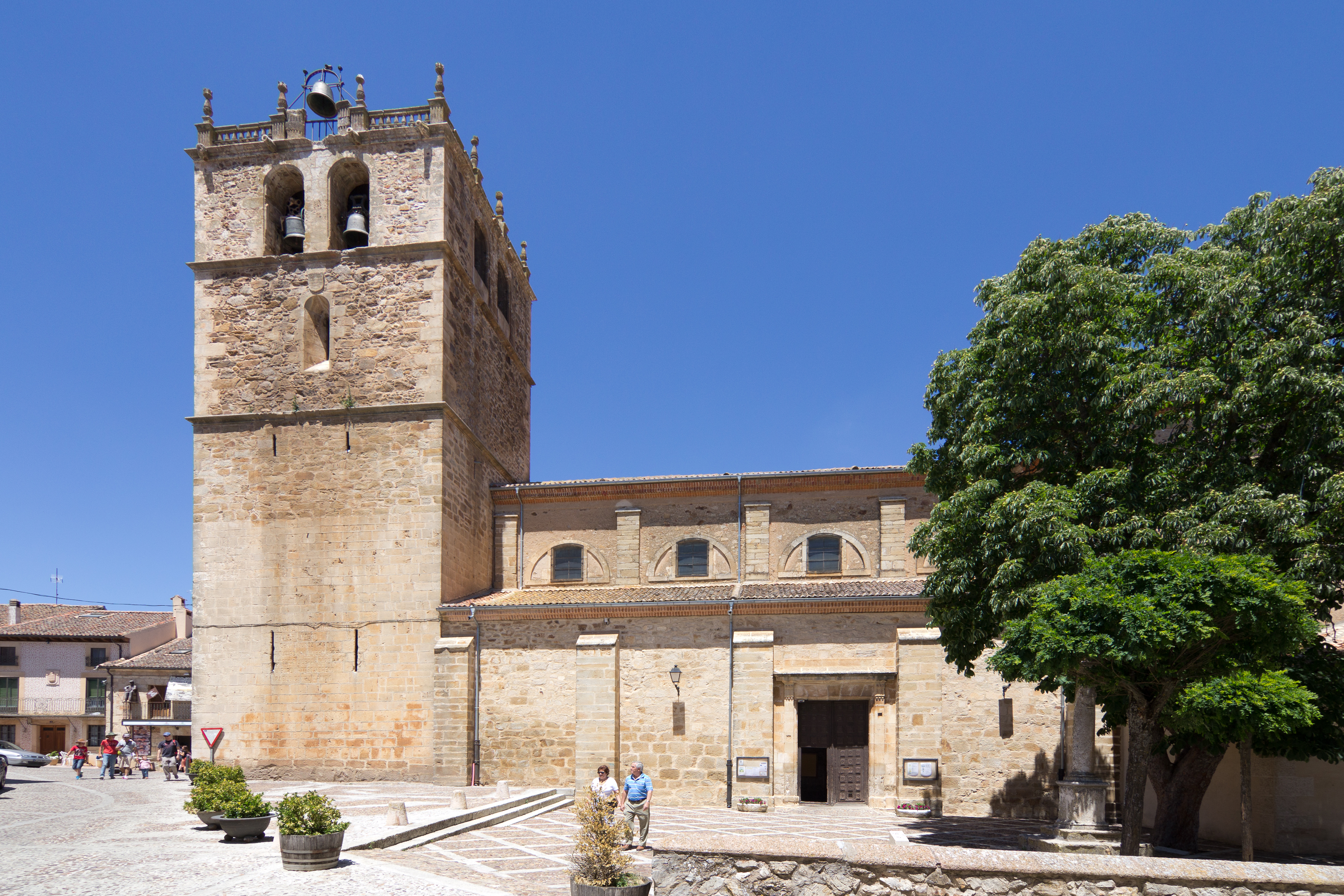
Église Nuestra Señora del Manto

- Église Nuestra Señora del Manto, du XVe siècle.
- Chapelle San Juan.
- Chapelle San Roque.
- Chapelle de la Virgen de Hontanares.